# La Spezia
La Spezia (Ligur nyelven Spèsa vagy A Spèza) város és megyeszékhely Olaszország Liguria régiójában, az azonos nevű öböl északi partján. A városban van az ország legnagyobb hadikikötője illetve a legnagyobb hadiipari vállalata az OTO Melara.

## Fekvése
A város a Speziai-öböl északi részén fekszik egy szűk völgyben. Egyes negyedei felkúsznak a várost övező dombvidékre. A várostól nyugatra található a Cinque Terre Nemzeti Park. A város Liguria és Toszkána határától pár km-re helyezkedik el, egy természetes öböl központjában, amelynek nevét is adja.
A várost Riminivel összekötő képzeletbeli egyenes választóvonal az északi és középső–déli olaszországi dialektusok, illetve a nyugati és a keleti újlatin nyelvek között.

## Története
A település eredetére vonatkozóan pontos adatok nem léteznek. Nevének eredete sem tisztázott, valószínűleg a latin aspis szóból származik, amelynek jelentése pajzs. A település első említése a 13. századból származik, ekkor épült meg erődje is a guelf-párti Niccolò Fieschi jóvoltából. 1276-ban a Genovai Köztársaság része lett. 1808-ban Napóleon ide akarta telepíteni a francia flottát, ám az építkezés meghiúsult. Az építkezéseket a piemonteiek folytatták 1855-ben. Ekkor indult virágzásnak, s ehhez jelentősen hozzájárult, hogy Camillo Benso di Cavour ide telepítette az olasz hadiflotta egyik főhadiszállását.

## Demográfia
A népesség számának alakulása:

## Fő látnivalók
- Cristo Re dei Secoli-templom - a város katedrálisa. Az Adalberto Libera tervei alapján felépült templomot 1975-ben szentelték fel.
- Santa Maria Assunta - az apátsági templom a 13. században épült. Értékes műtárgyai között vannak Andrea della Robbia, Luca Cambiaso és Giovanni Battista Casoni festményei.
- Santi Giovanni e Agostino - egyhajós, 16. században épült templom.
- Castello San Giorgio - korábban egy őrtorony állt a helyén. A várat Niccolò Fieschi kezdte építeni a 13. század második felében. Ezt a genovaiak rövid időn belül lerombolták, helyére egy újabb, jobban megerősített várat építettek a 14. század második felében.
- Giardini Pubblici - a város parkja.
- számos Art Nouveau stílusban épült villa.

### Múzeumok
- Museo Ubaldo Formentini - várostörténeti múzeum.
- Museo Amedeo Lia
- Palazzina delle Arti
- Museo Navale

## Közlekedés

### Közút
A várost két autópálya érinti valamint számos főút:
- A12 (Genova-Róma)
- A15 (Parma-La Spezia)
- S.S.330 "Strada di Buoviaggio", Caprigliola felé.
- S.S.331 "Strada di Lerici", Romito Magra felé.
- S.S.370 "Strada Litoranea delle Cinque Terre", Manarola felé.
- S.S.530 "Strada di Porto Venere", Porto Venere felé.

### Vasút
A város főpályaudvara a Stazione di La Spezia Centrale. A Parma-La Spezia és a Pisa–Genova-vasútvonalak találkozási pontja.

### Légi
A városnak nincs saját repülőtere. A legközelebbi légikikötők a genovai Cristoforo Colombo repülőtér, a pisai Galileo Galilei repülőtér valamint a parmai Giuseppe Verdi repülőtér.

### Vízi
A város kikötőjéből számos kompjárat indul Genovába, a Cinque Terre falvaiba, valamint a környező szigetekre (Palmaria, Tino és Tinetto).

### Tömegközlekedés
A városban trolibusz is üzemel.

## Külső hivatkozások
- (olaszul) A város honlapja